# Обухова, Евгения Константиновна
Евге́ния Константи́новна Обухова (в замужестве Бершадская, 1874—1948) — русская и советская артистка балета и педагог.

## Биография
Родилась 22 апреля 1874 года в Петербурге.
В 1892 году окончила Петербургское театральное училище. В 1893 году вышла замуж за танцовщика Н. А. Бершадского.
В 1892—1910 годах работала в Мариинском театре, в числе её работ партии Гамзатти («Баядерка»), Жена хана («Конёк-Горбунок») и другие. Оставила театр после смерти Мариуса Петипа. В 1904, 1906 и 1909 годах совершала поездки за границу, пользуясь своими отпусками.
В 1917—1924 годах Обухова преподавала в Петрограде Школе русского балета под руководством А. Л. Волынского (Петроград) и Ленинградской художественной студии хореографического искусства.
Затем работала в Узбекской ССР: преподавателем Республиканской балетной школы им. Тамары Ханум (1935—1941, ныне Ташкентская государственная высшая школа национального танца и хореографии) и балетной студии Театра им. Алишера Навои (1944—1948, ныне Большой театр имени Алишера Навои). В 1941—1944 годах работала педагогом-репетитором Ташкентского театра им. Свердлова (ныне не существует).
В числе её воспитанников — Г. Б. Измайлова, М. Тургунбаева, Х. А. Камилова, Евгений Барановский, Г. Н. Маваева, Р. Тангуриев, К. Юсупова.
Умерла 28 марта 1948 года в Ташкенте.
Изображена на одной из литографий 1904 года Николая Густавовича Легата (1869—1937) и Сергея Густавовича Легата (1875—1905).

Дореволюционные фото и открытки с автографом Обуховой
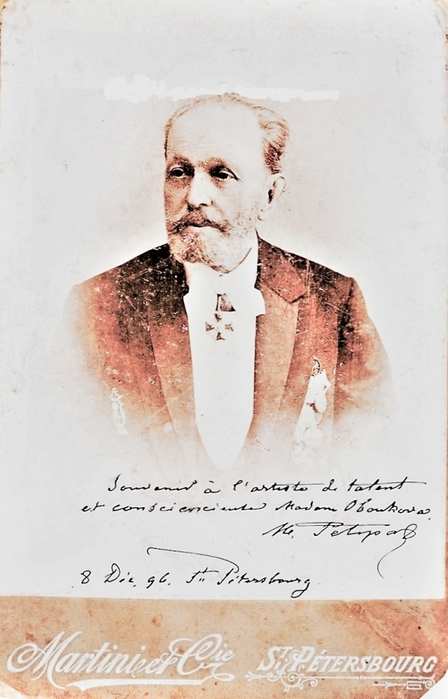
С надписью Мариуса Петипа
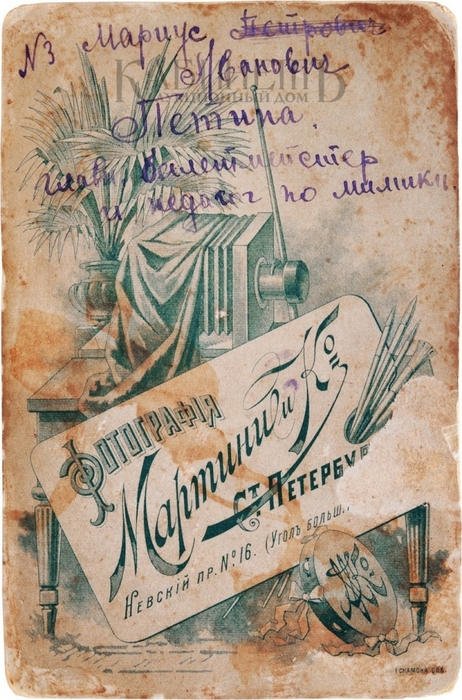
Автограф Обуховой
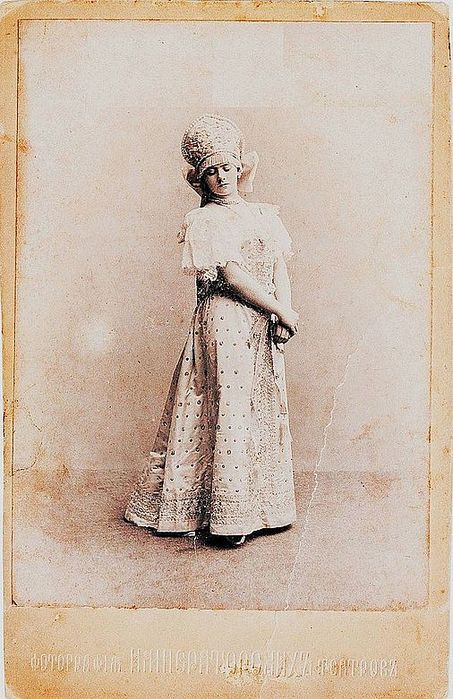
«Боярский танец», Монте-Карло
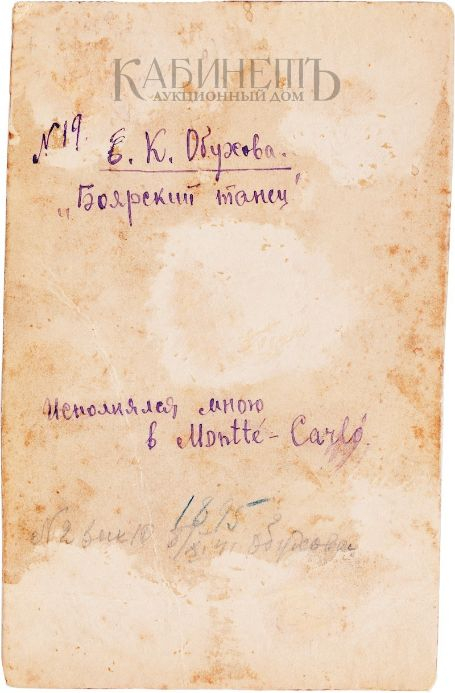
Автограф Обуховой